# 天地無倫
《天地無倫》（英語：Ken Park）是一部2002年劇情片，由萊利·克拉克（Larry Clark）和爱德华·拉赫曼聯合執導，本片原是萊利·克拉克的首個故事，但因題材太激多年來找不到資金開拍。故事圍繞幾個青少年日常生活，牽引出他們各自最大的問題——忘年性愛、家庭暴力、亂倫、變態謀殺。

## 外部連結
- 互联网电影数据库（IMDb）上《Ken Park》的资料（英文）